# Emerald Isle (Caroline du Nord)
Emerald Isle est une ville américaine située dans le comté de Carteret dans l'État de Caroline du Nord. En 2010, sa population était de 3 655 habitants.

## Démographie
| 1960 | 1970 | 1980 | 1990  | 2000  | 2010  |
| ---- | ---- | ---- | ----- | ----- | ----- |
| 14   | 122  | 865  | 2 434 | 3 488 | 3 655 |

## Source de la traduction
- (en) Cet article est partiellement ou en totalité issu de l’article de Wikipédia en anglais intitulé « Emerald Isle, North Carolina » (voir la liste des auteurs).